# Akim Zedadka
Akim Zedadka (Pertuis, Francia, 30 de mayo de 1995) es un futbolista argelino que juega de defensa en el Sabah F. K. de la Liga Premier de Azerbaiyán.

## Trayectoria
Empezó su carrera jugando en la Ligue 2 con el F. C. Istres. Abandonó este club en la campaña 2015-16 tras fichar por el R. C. Lens y posteriormente pasó por equipos como el Clermont Foot 63, con el que logró un ascenso a la Ligue 1, y el Lille O. S. C. Este último lo cedió al Real Zaragoza el 1 de febrero de 2024 en la que iba a ser su primera experiencia fuera del fútbol francés. No fue la única, ya que en enero del año siguiente abandonó definitivamente Lille para jugar en Polonia con el Piast Gliwice. Allí completó la temporada y en junio se unió al Sabah F. K. azerí.

## Selección nacional
Es internacional con la selección de fútbol de Argelia, con la que debutó, el 12 de junio de 2022, en un partido amistoso frente a la selección de fútbol de Irán.

## Clubes
| Club                   | País       | Año       |
| ---------------------- | ---------- | --------- |
| F. C. Istres           | Francia    | 2014-2016 |
| R. C. Lens             | Francia    | 2016-2017 |
| AS Saint Rémoise       | Francia    | 2017-2018 |
| Marignane Gignac F. C. | Francia    | 2018-2019 |
| Clermont Foot 63       | Francia    | 2019-2022 |
| Lille O. S. C.         | Francia    | 2022-2025 |
| A. J. Auxerre (cedido) | Francia    | 2022-2023 |
| Real Zaragoza (cedido) | España     | 2024      |
| Piast Gliwice          | Polonia    | 2025      |
| Sabah F. K.            | Azerbaiyán | 2025-     |